# Гуаренас
Гуаренас (на испански: Guarenas) е град във Венецуела. Населението му е 208 565 жители (по данни от 2011 г.), а площта е 142 кв. км. Намира се на 374 м н.в. Основан е през 1621 г. Телефонният му код е 0212.